# Kilizu

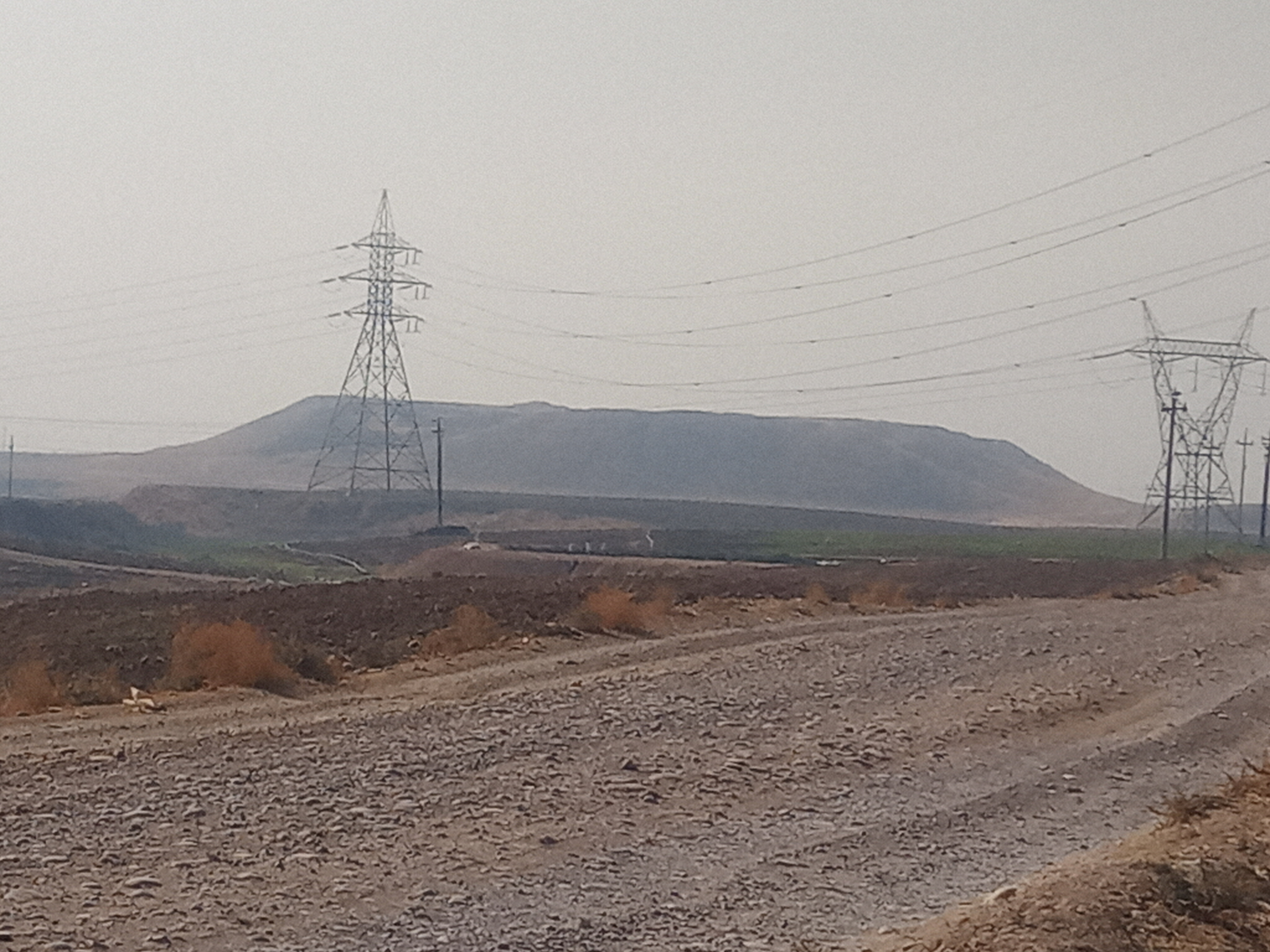
Kilizu (Qasr Shamamok)

Kilizu, Kilizi – w 1 połowie I tys. p.n.e. asyryjska prowincja ze stolicą o tej samej nazwie, leżąca na wschód od rzeki Tygrys, granicząca z prowincjami Kalhu i Arbela na północy oraz z prowincją Aszur na południu. Samo miasto Kilizu, leżące na drodze z Kalhu do Arbeli, identyfikowane jest obecnie ze współczesnym Qaṣr Šemāmok (Qasr Shamamok).
Miasto Kilizu wchodziło w skład państwa asyryjskiego już w okresie średnioasyryjskim, będąc już wówczas siedzibą gubernatora. Istnienie prowincji Kilizu potwierdzone jest od czasów Adad-nirari II (911-891 p.n.e.) - za jego rządów urzędnikiem limmu w 909 r. p.n.e. był Sze’i-Aszur, o którym wiadomo, iż nosił tytuł gubernatora Kilizu. Począwszy od panowania Salmanasara III (858-824 p.n.e.) gubernatorzy Kilizu pjawiają się regularnie w asyryjskich listach i kronikach eponimów (pełnili urząd limmu w 832, 788, 760, 724 i 703 r. p.n.e.). Wiadomo też o gubernatorze Kilizu o imieniu Marduk-remanni, który pełnił urząd limmu pod koniec VII w. p.n.e. Prowincja Kiizu wzmiankowana jest też w jednym z dekretów Adad-nirari III (810-783 p.n.e.), liście i dokumentach administracyjnych z czasów Sargona II (722-705 p.n.e.) oraz w listach do Asarhaddona (680-669 p.n.e.) i Aszurbanipala (669-627? p.n.e.).
Asyryjscy gubernatorzy Kilizu znani z asyryjskich list i kronik eponimów:
- Ululaju – pełnił urząd eponima w 832 r. p.n.e.[6];
- Adad-muszammer – pełnił urząd eponima w 788 r. p.n.e.[6];
- La-qipu – pełnił urząd eponima w 760 r. p.n.e.[6];
- Aszur-iszmanni - pełnił urząd eponima w 724 r. p.n.e.[6];
- Nuhszaja - pełnił urząd eponima w 703 r. p.n.e.[6]